# Борис Яновски
Борис Яновски е български юрист и историк, учен, професор и общественик от Македония.

## Биография
Роден е на 15 май 1919 година в Солун. В 1949 година завършва Юридическия факултет на Софийския университет и става асистент там в същата година. Завършва и специалност История. Специализира в Москва. След това е доцент, професор в 1971 година и хоноруван професор в периода 1984 – 1986 година. В 1950 година е председател на научната комисия към Македонските просветни дружества. В ръководството е на Славянското дружество от 1950 до 1960 година. Автор е на над 100 монографии, студии и статии.
При възстановяването на Македонския научен институт през 1990 година е избран за научен секретар – длъжност, която заема до 1992 година.